# Michael Trangbæk
Michael Trangbæk (født 30. september 1962 i Aarhus) er en dansk journalist og kommunikationsrådgiver, der i en årrække var studievært på TV 2 News.
Michael Trangbæk er opvokset i Aarhus.
Han begyndte sin journalistiske karriere som journalist og studievært på TV2 Østjylland i 1992 og kom senere til TV SYD som redaktionssekretær. Han kom til TV 2 i forbindelse med stationens satsning på morgen-tv i 1996 med Go' morgen Danmark og nyhedsudsendelser hver halve time, som Trangbæk og blandt andre Caroline Boserup var vært på. En overgang var han desuden natreporter på TV 2's udlandsredaktion.
Da TV 2 i 2001 lancerede finansnyheder, blev han studievært her. Han kom herefter til TV 2 News ved etableringen i 2006 og var på kanalen frem til 2016. Herefter var han i 2018 pressechef i Københavns Kommunes kultur- og fritidsforvaltning. Derefter etablerede han sin egen virksomhed, hvor han arbejder med kommunikationsrådgivning.
Trangbæk er medlem af VL-gruppe 26.